# 진보사회당
진보사회당(進步社會黨, 아랍어: الحزب التقدمي الاشتراكي, al-hizb al-taqadummi al-ishtiraki, 프랑스어: Parti Socialiste Progressiste)은 레바논의 정당이다. 1949년 1월 공식적으로 설립되었다. 설립자는 카말 줌블랏으로 왈리드 줌블랏의 아버지이다. 많은 레바논의 정당처럼 공식적으로는 세속주의를 내걸고 있으나 주로 드루즈인들의 지지를 기반으로 하고있다. 국제 단체 사회주의 인터내셔널과 진보동맹의 정식 회원이다.

## 같이 보기
- 레바논 내전
- 레바논 공산당
- 난민촌 전쟁